# Jurij Jakimow
Jurij Aleksandrowicz Jakimow (ros. Юрий Александрович Якимов, ur. 28 lutego 1953 w Szachtiorsku) – rosyjski wioślarz reprezentujący ZSRR, srebrny medalista olimpijski i dwukrotny medalista mistrzostw świata.

## Kariera
Wystąpił na igrzyskach olimpijskich w Montrealu w 1976, gdzie osada ZSRR w składzie: Jewgienij Dulejew, Jurij Jakimow, Aivars Lazdenieks i Vytautas Butkus zdobyła srebrny medal w czwórce podwójnej.  W finale uplasowali się o 1,24 sekundy za osadą NRD i o 1,88 sekundy przed osadą Czechosłowacji. Był to jego jedyny start olimpijski.
W tej samej konkurencji zdobył srebro na mistrzostwach świata w Lucernie (1974) i brąz na mistrzostwach świata w Nottingham (1975).
Kształcił się na Nowogrodzkim Państwowym Instytucie Pedagogicznym. Po zakończeniu kariery został trenerem wioślarstwa. Odznaczony Medalem „Za pracowniczą dzielność” i tytułem Mistrza Sportu.